# Postmortem

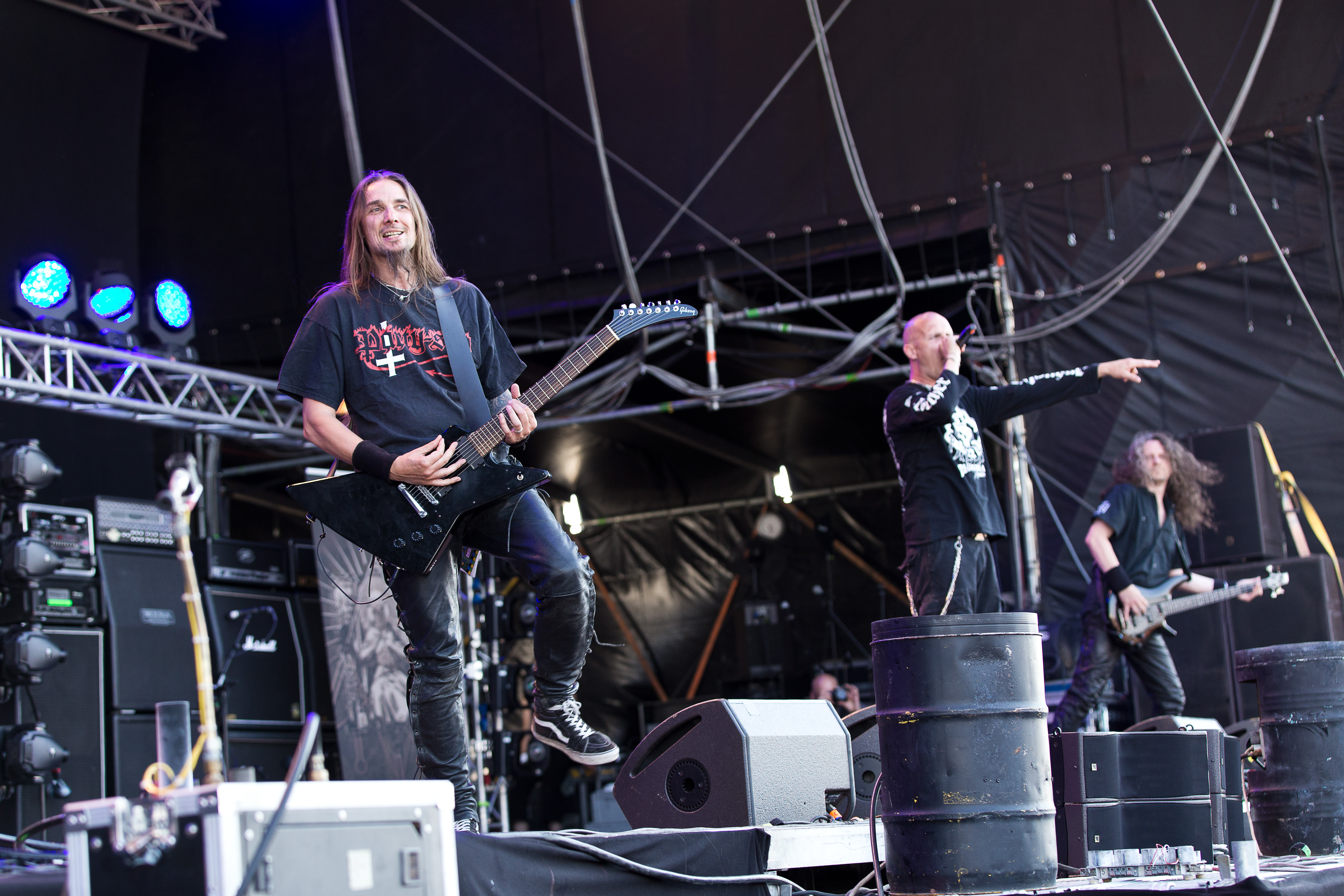
Auftritt von Postmortem auf dem Party.San Open Air 2015

Postmortem (lat.: „nach dem Eintritt des Todes“) ist eine Death-Metal-/Thrash-Metal-Band aus Berlin.

## Bandgeschichte
Gegründet wurden Postmortem Ende 1991. Nach zahlreichen Liveauftritten (unter anderem komplette Touren mit Crematory und Atrocity), sowie zwei Demos, unterschrieb die Band 1993 den ersten Plattenvertrag bei Husky Records. Live war man danach wieder mit Crematory unterwegs und auch große Festivals (z. B. Death Comes in Litauen mit unter anderem Hypocrisy, Bands Battle mit Rammstein) wurden absolviert.
Das Debütalbum Screams of Blackness erschien 1993 und wurde 1998 wiederveröffentlicht. Ab der Totmacher-EP wechselte die Band nach einigen Unstimmigkeiten mit dem alten Label zu Morbid Records. Die vier Veröffentlichungen Der Totmacher (1996), The Age of Massmurder (1997), Repulsion (1998) und Storm Force (EP, 2000) wurden live auf etlichen Tourneen (unter anderem eine Europa-Tour mit Morbid Angel, eine Deutschland-Tour mit Sodom) und fast allen großen Festivals (zum Beispiel auf dem Wacken Open Air, With Full Force, Party.San, Dynamo Open Air, Force Attack und Death Comes) präsentiert. Nach Ablauf des Vertrags trennte man sich wieder von Morbid Records.
1998 unterschrieb die Band einen Vertrag für den amerikanischen Markt bei Pavement Music. Die Single Join the Figh7club wurde als Eigenproduktion veröffentlicht und live 2004 auf einer Europa-Tour mit Pro-Pain und Carnal Forge promotet. Für die Produktion des Tonträgers zeigte Harris Johns verantwortlich. Anschließend trennte sich die Band 2005 vom Schlagzeuger und dem zweiten Gitarristen. 2006 war mit Max Scheffler ein neuer Schlagzeuger gefunden. 2007 war Postmortem in neuer Besetzung auf Tour mit Ektomorf und Onslaught.
Im November 2008 wurde über War Anthem Records mit Constant Hate nach fast 10 Jahren ohne offizielles Album wieder ein Album veröffentlicht. Produziert wurde es von Andy Classen. Nach positiven Resonanzen bei Fans und Presse (unter anderem beim Rock Hard zu den 250 wichtigsten Death-Metal-Scheiben aller Zeiten gezählt) wurde am 19. November 2010 wieder über War Anthem Records die CD Seeds of Devastation veröffentlicht. 2011 folgte die Jubiläumskompilation XX und 2012 das Album Bloodground Messiah.
Teile der Band sind in einer Metal-Kneipe in Berlin-Friedrichshain involviert, die seit 2010 ein Death-Metal-Festival namens Brutz&Brakel Stromgitarrenfest im Berliner Club H.O.F. in Weißensee veranstaltet.

## Musikstil
Postmortem begann als Death-Metal-Band mit Texten vorrangig über Serien- und Massenmörder. Dabei verwendete die Band hintergründige Texte, die sich mit der Psychologie der Täter beschäftigten. Die EP Der Totmacher beispielsweise ist an den gleichnamigen Film mit Götz George angelehnt. Der Titeltrack behandelt Fritz Haarmann. Zu dieser Zeit experimentierte die Band auch mit deutschen Texten. Von Beginn übernahm die Band einen eher Thrash-Metal-lastigen Stil, ohne sich ganz vom Death Metal zu lösen. Auf dem Album Repulsion spielte die Band zudem Elemente des Death ’n’ Roll im Stile von Entombed oder Crack Up.  Später behandelten die Texte eher die Splatterthematik und Horrorgeschichten, doch finden sich auch aktuelle, reale Themen in den Texten. Die Band legt Wert darauf, keine bestimmten Aussagen transportieren zu wollen. Manche Texte sind auch humorvoll gehalten, so besteht der Text zu Can’t Stop killing ausschließlich aus Motörhead-Songtiteln. Die Musik der Band ist simpel gehalten und setzt vor allem auf Brutalität.

## Galerie

Postmortem live auf dem Metal Frenzy 2019 in Gardelegen
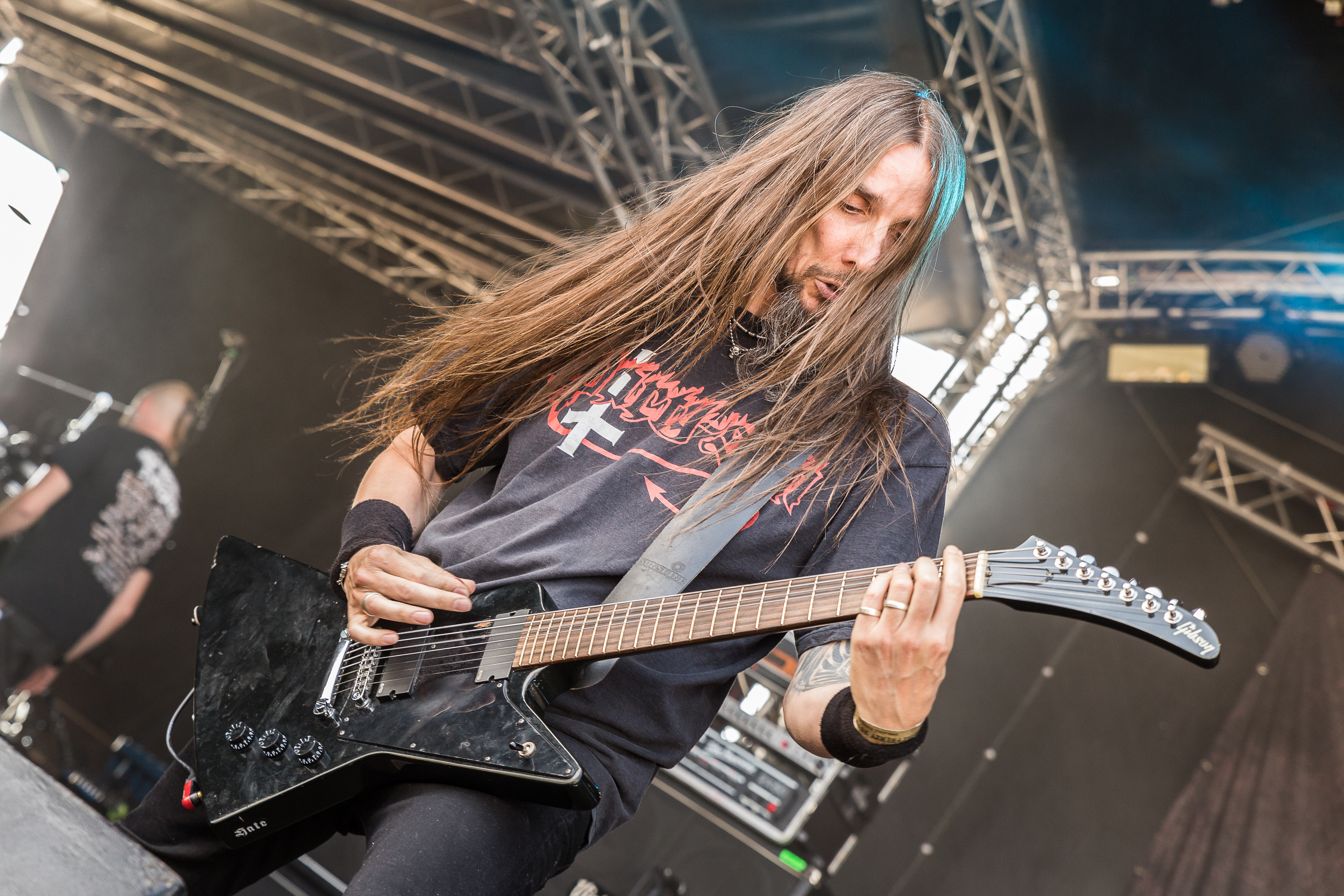
Gitarrist Marcus Marth
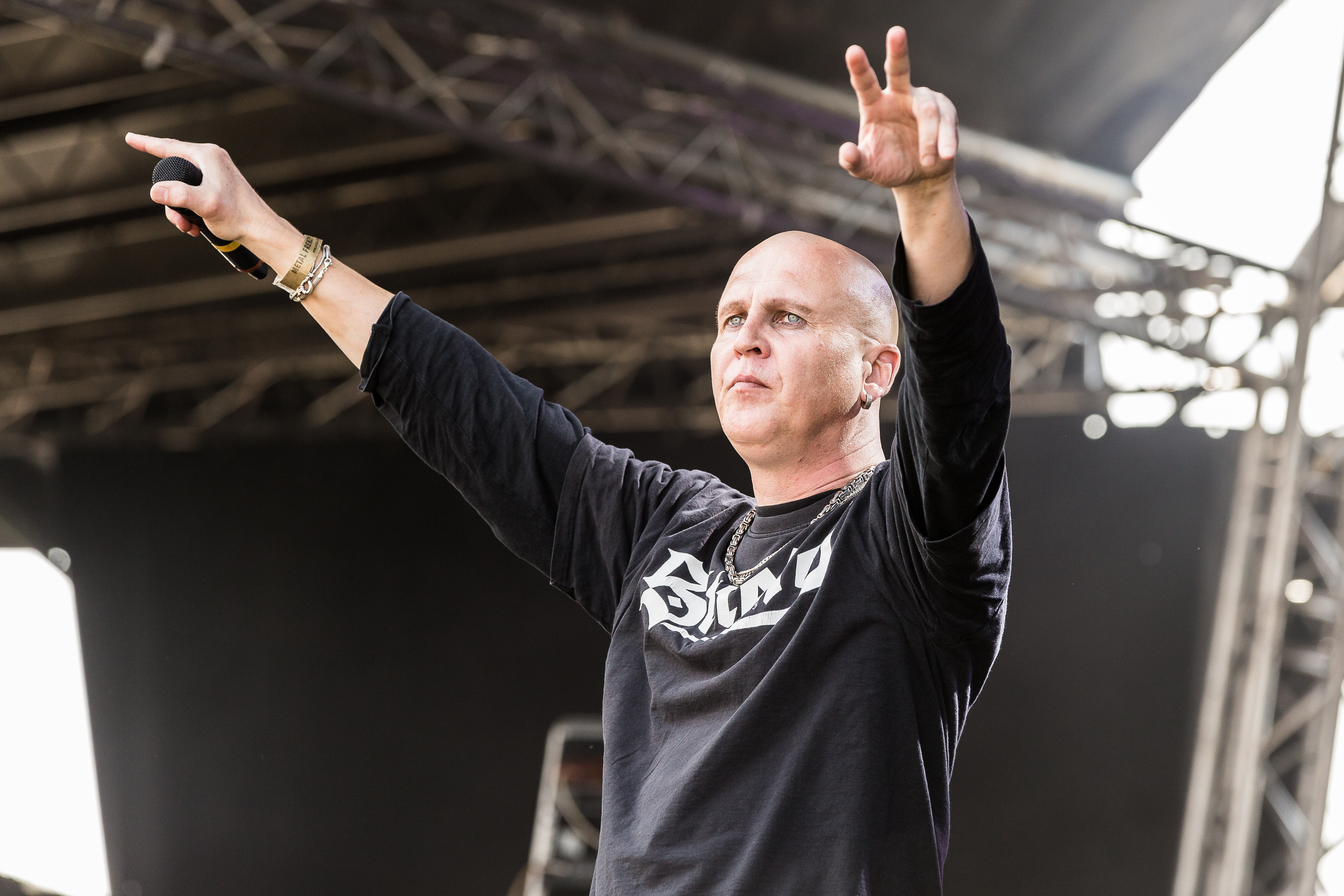
Sänger Matthias Rütz
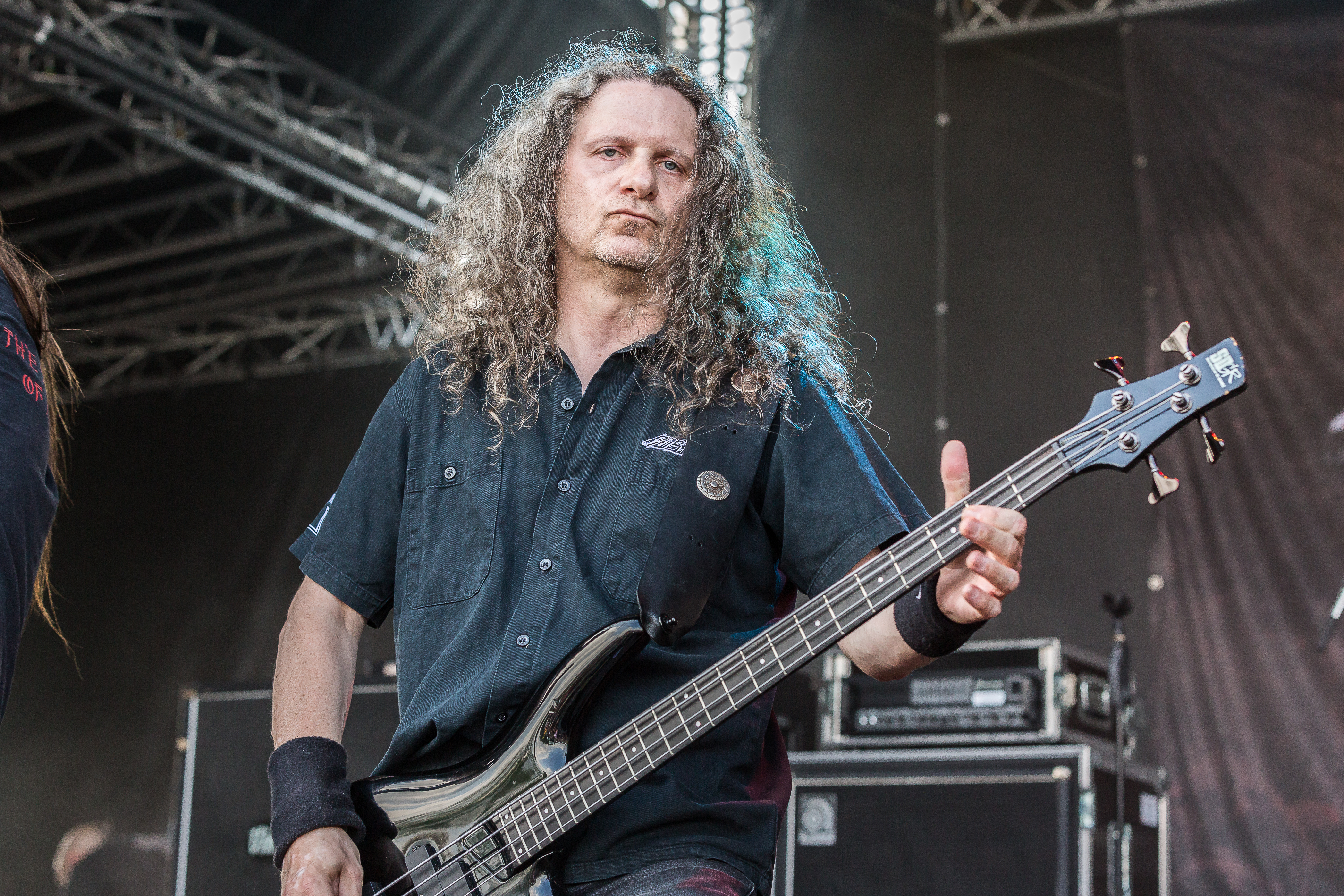
Bassist Tilo Voigtländer
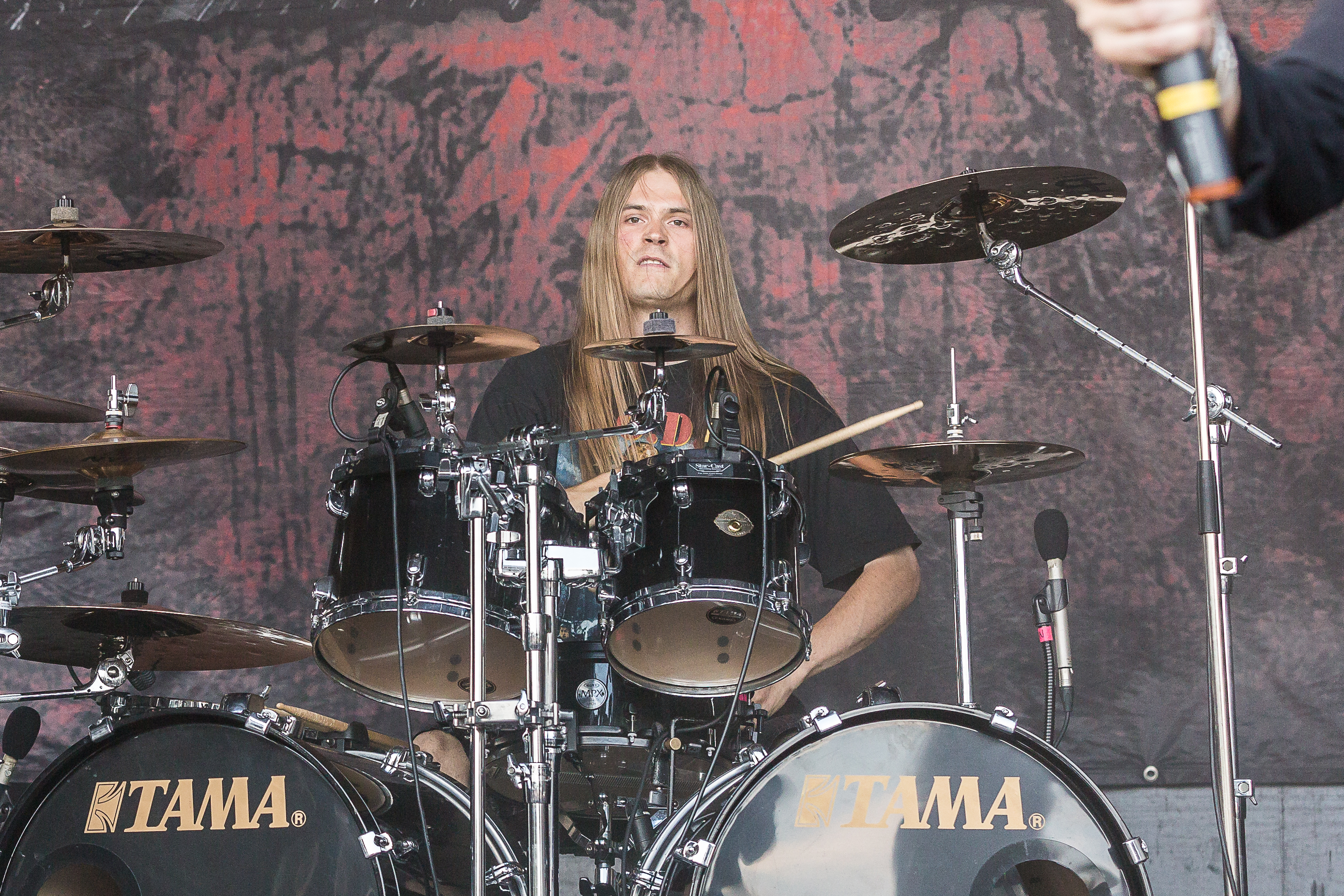
Schlagzeuger Max Scheffler

## Diskografie

### Demos
- 1991: Secret Lunacy
- 1992: Euthanasia Raw Mix (inkl. 2 Live Songs!)
- 1992: Last Aid to Die

### Alben
- 1994: Screams of Blackness (Husky Records, Rerelease 1998 über Morbid Records)
- 1997: The Age of Massmurder (Morbid Records)
- 1998: Repulsion (Morbid Records)
- 2008: Constant Hate (War Anthem Records)
- 2010: Seeds of Devastation  (War Anthem Records)
- 2012: Bloodground Messiah (War Anthem Records)
- 2014: The Bowls of Wrath (War Anthem Records)

### EPs und Singles
- 1996: Der Totmacher (Morbid Records)
- 2000: Storm Force (Morbid Records)
- 2003: Join the Figh7club (Eigenproduktion)
- 2014: Postmortem / Tankard Among the Dead/A Girl called Cerveza (Live) (7"-Split-LP, War Anthem Records)

### Kompilationen
- 2011: XX (War Anthem Records)